# Brzytwa

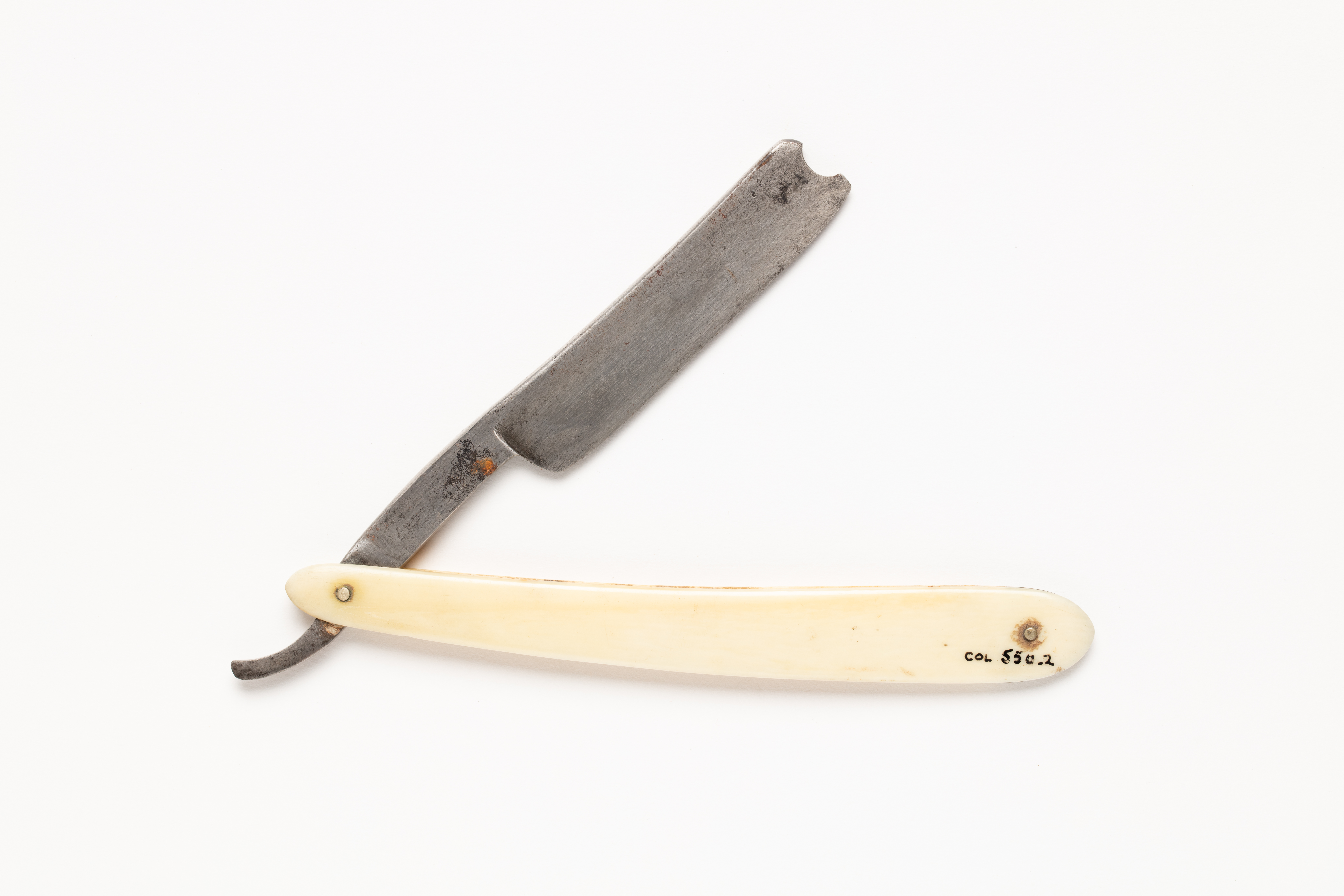
Brzytwa

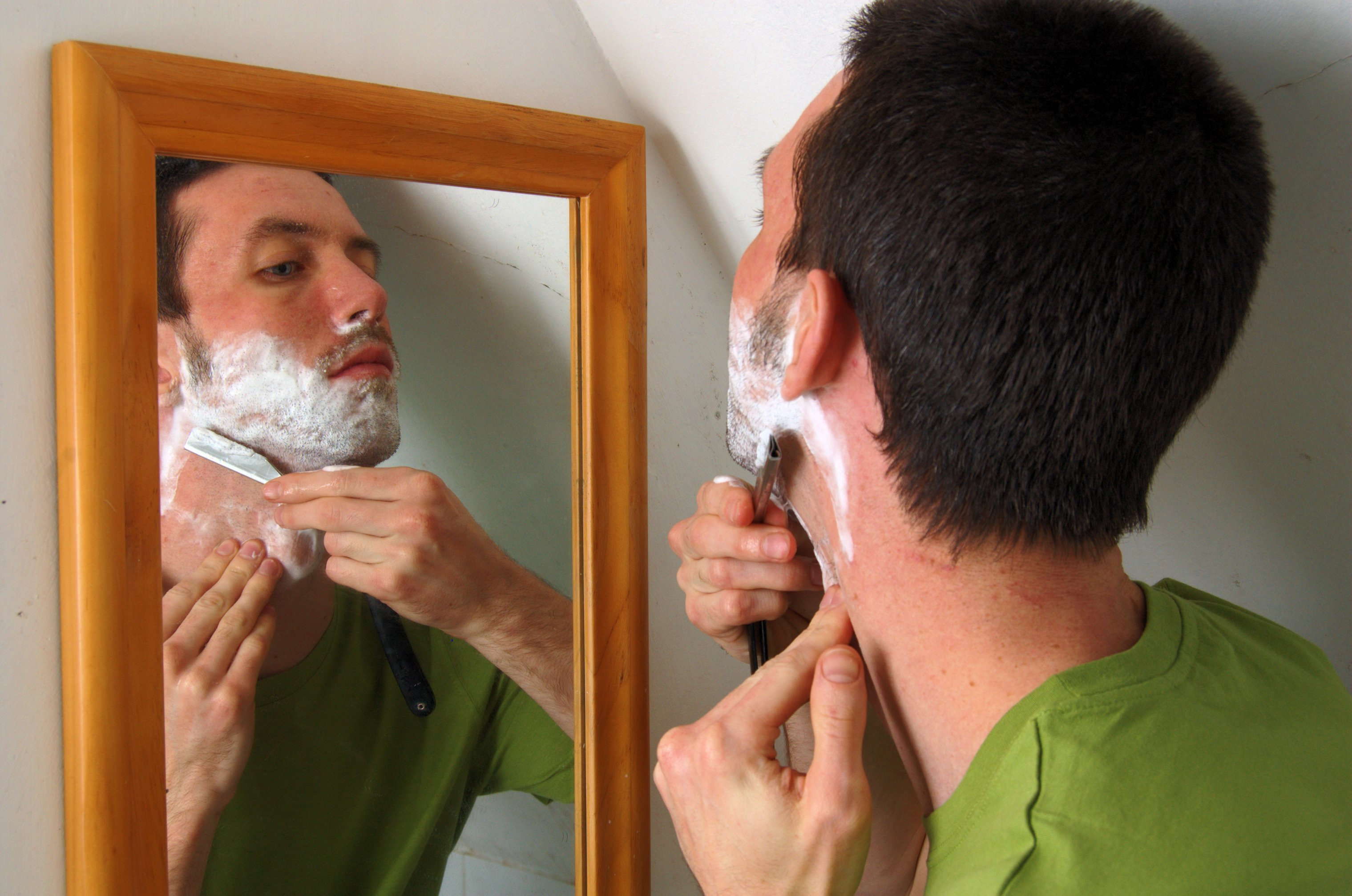
Mężczyzna golący się brzytwą

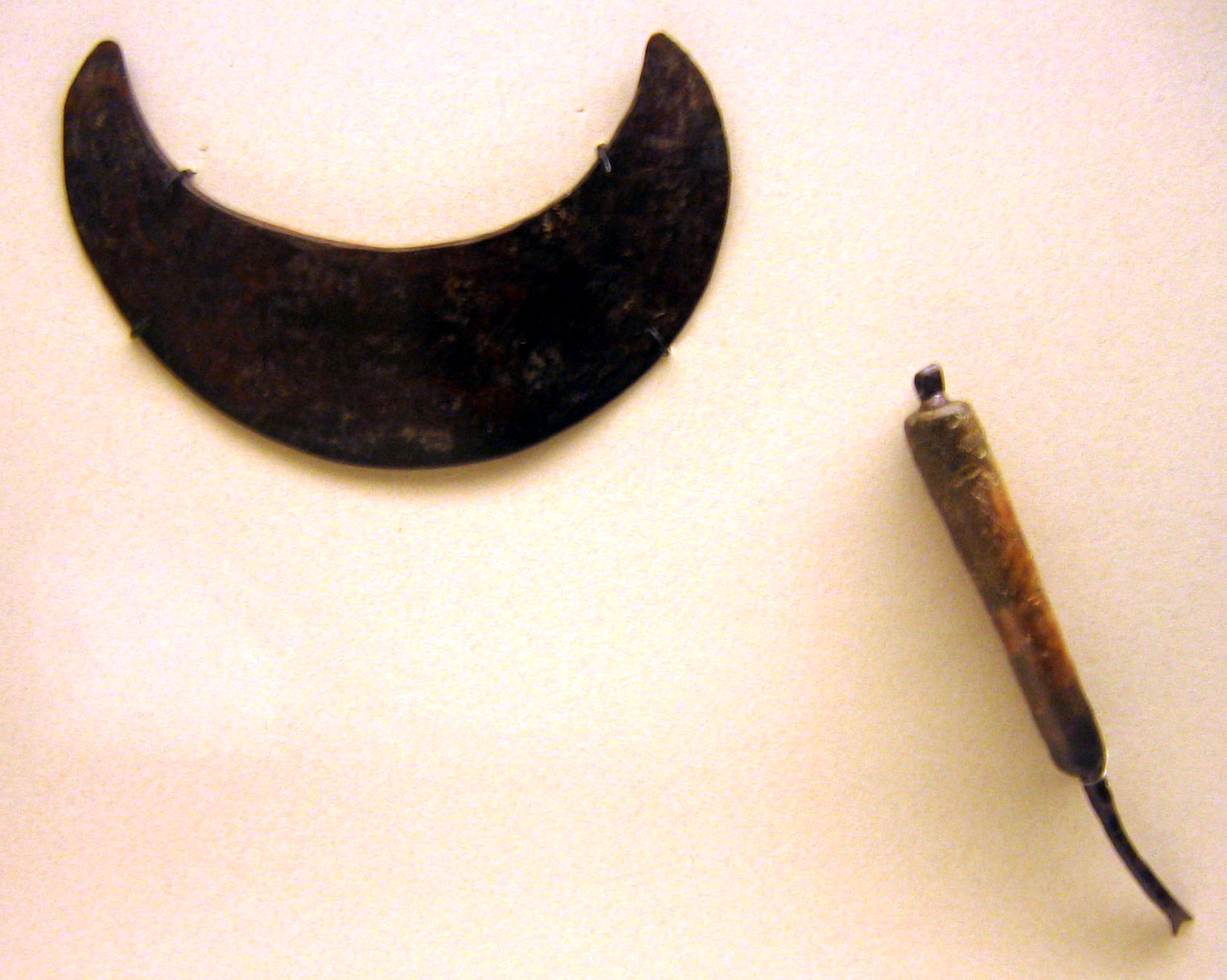
Starożytny „przodek” brzytwy (po lewej u góry)

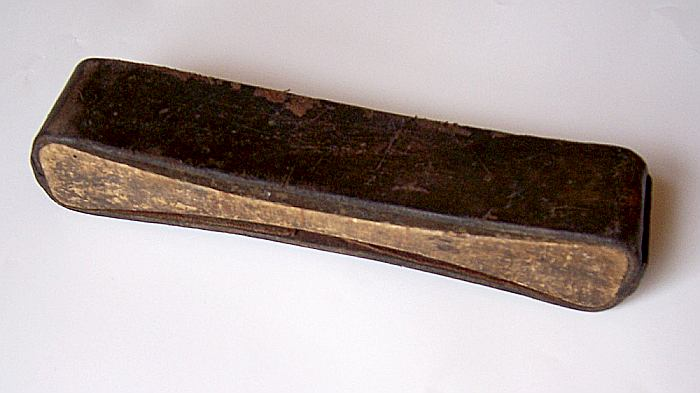
Dziewiętnastowieczne narzędzie do ostrzenia brzytwy

Brzytwa – narzędzie używane kiedyś powszechnie (obecnie sporadycznie) do golenia. W kształcie przypomina ostrze noża, osadzone przegubowo w drewnianej lub plastikowej rączce. Ostrze wykonane było najczęściej ze stali wysokowęglowej, rzadziej ze stali nierdzewnej. Rączki mogą być ozdobne, wykonywane z rzadkich i drogich materiałów.
Zanim zostały wyparte przez żyletki i golarki, brzytwy były stosowane przez mężczyzn do usuwania zarostu oraz przez kobiety do usuwania owłosienia (zwykle z nóg i spod pach). Brzytwy można spotkać jeszcze w niektórych zakładach fryzjerskich (na wymienne ostrza lub żyletki). Po raz pierwszy zaokrąglone narzędzia przypominające brzytwy były używane już w epoce brązu.

## Ostrzenie brzytwy
Właściwsze byłoby stwierdzenie, że ostrzenie, czyli stosunkowo raptowne usuwanie metalu normalnie wykonywane jest tylko przez producenta brzytwy. Przeciętny użytkownik dokonuje tylko docierania ostrza na kamieniu o ziarnistości wyższej niż 4000.
Brzytwę docieramy np. na bardzo gładkim kamieniu belgijskim. Układamy ją na kamieniu w taki sposób, aby dotykała kamienia grzbietem. Następnie przekręcamy, aby oparła się o kamień jednocześnie grzbietem i ostrzem. Minimalnie dociskając do kamienia pchamy brzytwę w kierunku ostrza. Po zakończeniu ruchu przekręcamy (koniecznie przez grzbiet) na drugą stronę i znów przesuwamy po kamieniu w kierunku ostrza. W zależności od stopnia stępienia brzytwy i ziarnistości kamienia ruchy te powtarzamy od 5 do 30 razy, od czasu do czasu spłukując kamień wodą. Wiele kamieni wodnych powinno być moczonych w naczyniu z wodą przez parę minut przed użyciem.
Ostrzenie na kamieniu jest konieczne tylko gdy gładzenie na pasku nie daje pożądanej ostrości.
Po naostrzeniu na kamieniu, brzytwę spłukujemy wodą i rozpoczynamy polerowanie na pasku skórzanym, którego jeden koniec zaczepiony jest np. o hak solidnie zamocowany w ścianie. Rozpoczynamy od strony wewnętrznej (porowatej) paska. Ruchy, tym razem w kierunku grzbietu brzytwy i obroty koniecznie przez grzbiet. Po wykonaniu kilkudziesięciu ruchów powtarzamy to samo na stronie zewnętrznej (gładkiej) paska. Przy prawidłowo dobranym pasku gładzenie brzytwy wymaga tylko paru ruchów po jednej (wybranej) stronie paska.
Po użyciu ostrze należy wytrzeć chusteczką higieniczną czy papierem toaletowym do sucha (ostrze trzymamy grzbietem do dołu i bardzo delikatnie między palcami). Taka operacja nie powoduje stępienia, a zabezpiecza metal przed korozją. Profesjonalne paski do gładzenia mają też dodany pas płócienny, który służy między innymi do końcowego osuszenia najdelikatniejszego fragmentu ostrza. W praktyce bardzo dobre brzytwy gładzone po goleniu i pozostawione w spokoju wykazują najlepszą ostrość bezpośrednio zdjęte z półki.
Niektóre kamienie – tzw. „oliwne” – lepiej jest zwilżać olejem o niskiej lepkości, a nie wodą. Dotyczy to najczęściej kamieni typu „arkansas”. Niektóre paski lepiej polerują na sucho, inne po namoczeniu wodą albo mydlinami. Uwaga: moczenie wodą, albo mydlinami może przynieść całkowicie odwrotne rezultaty jeżeli porowatość skóry jest wysoka lub tylko normalna.
Na zdjęciu obok przyrząd z XIX wieku ułatwiający ostrzenie brzytwy. Był to klocek drewniany długości 20 cm, o lekko wklęsłych bokach, obciągnięty skórą.